# Хорнуссен
Хорнуссен (нем. Hornussen) — населённый пункт в Швейцарии, входит в состав коммуны Бёцталь округа Лауфенбург в кантоне Аргау.
Население составляет 966 человек (на 31 декабря 2018 года).
До 2021 года был самостоятельной коммуной (официальный код — 4167). С 1 января 2022 года объединён с коммунами Бёцен, Эффинген и Эльфинген округа Бругг в новую коммуну Бёцталь.